# Serrognathus bucephalus
Serrognathus bucephalus là một loài bọ cánh cứng trong họ Lucanidae. Loài này được Perty mô tả khoa học năm 1831.